# Herbert Pfleiderer
Herbert Pfleiderer (* 16. März 1912 in Heilbronn; † 9. Dezember 1982) war ein deutscher Unternehmer.

## Leben
Er war der Sohn des Heilbronner Holzhändlers Paul Otto Pfleiderer (1880–1960), besuchte die Schule in Heilbronn und absolvierte ab 1927 eine Lehre im Familienbetrieb, der Holzhandlung Pfleiderer, die von Herberts Vater Paul Otto und seinem Onkel Adolf Pfleiderer zu einem industriellen Großbetrieb mit mehreren Standorten ausgebaut wurde. Danach studierte er am Holztechnikum in Rosenheim und kehrte im Anschluss in den Familienbetrieb zurück, der seinen Sitz unterdessen 1931 nach Neumarkt in der Oberpfalz verlegt hatte, in Heilbronn aber weiterhin sein Zentralbüro betrieb. Im Zweiten Weltkrieg verlor er den rechten Arm. Die Firma Pfleiderer wechselte unterdessen 1944 wegen der Kriegseinwirkungen von Heilbronn vollends nach Neumarkt in der Oberpfalz. Nach dem Zweiten Weltkrieg übernahm Herbert Pfleiderer zunächst die Geschäftsführung der Heilbronner Flammer-Werke, einer Seifenfabrik im Besitz der Familie seiner Ehefrau Brigitte, geb. Flammer (1919–2010). Sein Verdienst bei Flammer war es, die drohende Demontage des Werks zu verhindern. 1949 ging er nach Neumarkt und übernahm dort den elterlichen Betrieb, den er bis 1973 leitete. Er baute das Werk in Neumarkt zum größten deutschen Holzwerk aus und erweiterte das Unternehmen um eine Sparte für Infrastrukturtechnik. Als passionierter Reiter setzte er sich außerdem für Pferdesport und Pferdezucht ein.
In der Unternehmensleitung folgte ihm ab 1973 sein Sohn Ernst-Herbert Pfleiderer, der bis 2010 im Aufsichtsrat von Pfleiderer blieb. Seine Tochter Beatrix Pfleiderer war Anthropologin.

## Auszeichnungen
- Ehrenbürger von Neumarkt in der Oberpfalz, dem Sitz des Unternehmens Pfleiderer
- Ehrenbürger von Großpertholz, wo Pfleiderer ein Dampfsägewerk betrieb
- Bayerischer Verdienstorden, verliehen 1966 für seine Verdienste um Bayern von Alfons Goppel